# Kolejność kresek w kanie
Aby ułatwić pisanie w sposób ładny i jednolity, kana ma ściśle określoną kolejność stawiania kresek. Dodatkowo, pewne znaki pisane wyglądają inaczej niż drukowane (podobnie jak w przypadku alfabetu łacińskiego). Przestrzeganie podanych tutaj kolejności i kształtów jest mocno zalecane, gdyż daje największe szanse na uzyskanie ładnego, lub przynajmniej czytelnego, pisma ręcznego, a jednocześnie ułatwia sam proces pisania.
W dalszej części artykułu znajdują się schematy obrazujące zalecaną kolejność pisania, podane według używanej kolejności znaków w kanie (tzw. porządek a, i, u, e, o; あいうえお). Ze względów objętościowych obrazki wstawione są w znacznie pomniejszonej wersji, aby obejrzeć grafikę w pełnym rozmiarze wystarczy kliknąć na miniaturkę.

## Grupa あ
Grupa あ zawiera samogłoski, w kolejności: あ (a) い (i) う (u) え (e) お (o). Kolejność ta wyznacza również porządek dalszych sylab w obrębie kolejnych grup spółgłoskowych.
- Hiragana

- Katakana

## Grupa か
Grupa か zawiera sylaby tworzone przez spółgłoskę k, kolejno: か (ka) き (ki) く (ku) け (ke) こ (ko)
- Hiragana

- Katakana

## Grupa さ
Grupa さ zawiera sylaby tworzone przez spółgłoskę s, kolejno: さ (sa) し (shi) す (su) せ (se) そ (so)
- Hiragana

- Katakana

## Grupa た
Grupa た zawiera sylaby tworzone przez spółgłoskę t, kolejno: た (ta) ち (chi) つ (tsu) て (te) と (to)
- Hiragana

- Katakana

## Grupa な
Grupa な zawiera sylaby tworzone przez spółgłoskę n, kolejno: な (na) に (ni) ぬ (nu) ね (ne) の (no)
- Hiragana

- Katakana

## Grupa は
Grupa は zawiera sylaby tworzone przez spółgłoskę h, kolejno: は (ha) ひ (hi) ふ (fu) へ (he) ほ (ho)
- Hiragana

- Katakana

## Grupa ま
Grupa ま zawiera sylaby tworzone przez spółgłoskę m, kolejno: ま (ma) み (mi) む (mu) め (me) も (mo)
- Hiragana

- Katakana

## Grupa や
Grupa や zawiera sylaby tworzone przez spółgłoskę y (czytane jak polskie "j"), kolejno: や (ya) ゆ (yu) よ (yo)
- Hiragana

- Katakana

## Grupa ら
Grupa ら zawiera sylaby tworzone przez spółgłoskę r, kolejno: ら (ra) り (ri) る (ru) れ (re) ろ (ro)
- Hiragana

- Katakana

## Grupa わ i półspółgłoska ん
Grupa わ zawiera sylaby tworzone przez spółgłoskę w (czytane jak polskie "ł"), kolejno: わ (wa) ゐ (wi) ゑ (we) を (wo)
Uwaga: Grupa わ we współczesnym japońskim jest silnie zredukowana, jedynie わ faktycznie czyta się jako wa. を jest używane wyłącznie jako partykuła dopełnieniowa, czytana zawsze jak お, oraz w nielicznych archaicznych nazwach. Sylaby ゐ oraz ゑ nie są obecnie używane. Sylaba wu nigdy nie istniała.
Dodatkowo na diagramie tej grupy znalazła się tzw. półspółgłoska n, która nie jest zaliczona do żadnej z grup.
- Hiragana

- Katakana